# Yuya Iwadate
Yuya Iwadate (岩舘 侑哉 Iwadate Yuya?), född 25 maj 1985 i Tokyo prefektur, är en japansk före detta fotbollsspelare.
Iwadate började sin karriär 2004 i Mito HollyHock. Efter Mito HollyHock spelade han för Kamatamare Sanuki, TTM Phichit FC och Army United FC. Han avslutade karriären 2010.